# 아와야 센키치

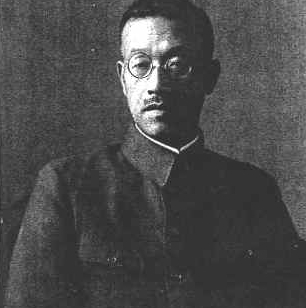

아와야 센키치(일본어: 粟屋仙吉, 1893년 11월 7일 ~ 1945년 8월 6일)은 일본의 관료이자 정치가였다. 1933년 고스톱 사건 당시 오사카부 경찰 부장이었으며 1945년 8월 6일 미국의 히로시마 원자폭탄 투하 당시 히로시마시의 시장이었던 것으로 잘 알려져 있다.

## 생애
센다이시 출신으로, 본래 내무성에서 다양한 관료직을 지내었다. 이후 고치현과 아이치현을 거쳐 1932년 오사카부의 경찰부장이 되었다. 재임 중에 고스톱 사건이 발생하여 한때 일본군과 대립하였으나 군 측의 이세키 다카마사(井関隆昌)와 공동성명을 내고 종결시켰다.
1943년 히로시마시장에 취임하였다. 1945년 8월 6일 히로시마 원폭 투하 당시 폭심지와 가까운 카코마치(水主町)의 시장 관저에 있다가 폭발로 집에 있던 가족들과 함께 사망했다.
아와야 가는 기독교 집안이었으며 생전에 우치무라 간조의 삼남인 우치무라 유시(内村祐之)와 가까운 관계였다. 이노우에 마사루가 숙조부였다.

## 같이 보기
- 히로시마·나가사키 원자폭탄 투하